# Hiroshige Yanagimoto
Hiroshige Yanagimoto, född 15 oktober 1972 i Osaka prefektur, Japan, är en japansk tidigare fotbollsspelare.